# Mistrzostwa Europy w Wioślarstwie 2010 – czwórka bez sternika mężczyzn
Czwórka bez sternika mężczyzn (M4-) – konkurencja rozgrywana podczas Mistrzostw Europy w Wioślarstwie 2010 w Montemor-o-Velho między 10 a 12 września.

## Harmonogram konkurencji
| Wydarzenie                  | Runda      |
| --------------------------- | ---------- |
| Piątek, 10 września 2010    | Eliminacje |
| Sobota, 11 września 2010    | Repasaże   |
| Niedziela, 12 września 2010 | Finał B    |
| Niedziela, 12 września 2010 | Finał A    |

## Medaliści
| Złoto                                                               | Srebro                                                                                 | Brąz                                                                  |
| Niemcy · René Bertram · Jochen Urban · Urs Käufer · Florian Eichner | Grecja · Janis Tsilis · Stergios Papachristos · Nikolaos Gundulas · Apostolos Gundulas | Czechy · Jan Gruber · Milan Doleček · Milan Bruncvík · Michal Horváth |

## Wyniki

### Eliminacje
Reguła kwalifikacji: 1 → FA, 2.. → R

#### Eliminacje 1
| Miejsce | Zawodnik                                                                             | Kraj    | Czas    | Uwagi |
| ------- | ------------------------------------------------------------------------------------ | ------- | ------- | ----- |
| 1       | René Bertram Jochen Urban Urs Käufer Florian Eichner                                 | Niemcy  | 6:00,88 | FA    |
| 2       | Miloš Vasić Goran Jagar Miljan Vuković Radoje Đerić                                  | Serbia  | 6:04,44 | R     |
| 3       | Jan Gruber Milan Doleček Milan Bruncvík Michal Horváth                               | Czechy  | 6:06,46 | R     |
| 4       | Dariusz Radosz Sebastian Kosiorek Ryszard Ablewski Patryk Brzeziński                 | Polska  | 6:16,06 | R     |
| 5       | Vlad-Dragos Aicoboae Toader-Andrei Gontaru Marius-Vasile Cozmiuc Cosmin-Razvan Bogus | Rumunia | 6:20,31 | R     |
| 6       | Pawło Prychod´ko Andrij Iwanczuk Iwan Tymko Anatolij Wasyliew                        | Ukraina | 6:43,82 | R     |

#### Eliminacje 2
| Miejsce | Zawodnik                                                                                      | Kraj      | Czas    | Uwagi |
| ------- | --------------------------------------------------------------------------------------------- | --------- | ------- | ----- |
| 1       | Jean-Baptiste Macquet Germain Chardin Julien Desprès Dorian Mortelette                        | Francja   | 6:03,36 | FA    |
| 2       | Olaf van Andel Derk Noordhuis David Kuiper Mitchel Steenman                                   | Holandia  | 6:07,84 | R     |
| 3       | Mario Paonessa Francesco Fossi Vincenzo Capelli Andrea Palmisano                              | Włochy    | 6:09,41 | R     |
| 4       | Janis Tsilis Stergios Papachristos Nikolaos Gundulas Apostolos Gundulas                       | Grecja    | 6:09,76 | R     |
| 5       | Pedro Rodríguez Aragón Jesús Álvarez González Marcelino García Cortés Noe Guzman Del Castillo | Hiszpania | 6:15,27 | R     |
| 6       | David Jurše Marko Grace Janez Jurše Jernej Jurše                                              | Słowenia  | 6:32,43 | R     |

### Repasaże
Reguła kwalifikacji: 1-2 → FA, 3... → FB

#### Repasaże 1
| Miejsce | Zawodnik                                                                                      | Kraj      | Czas    | Uwagi |
| ------- | --------------------------------------------------------------------------------------------- | --------- | ------- | ----- |
| 1       | Miloš Vasić Goran Jagar Miljan Vuković Radoje Đerić                                           | Serbia    | 6:03,19 | FA    |
| 2       | Mario Paonessa Francesco Fossi Vincenzo Capelli Andrea Palmisano                              | Włochy    | 6:03,59 | FA    |
| 3       | Dariusz Radosz Sebastian Kosiorek Ryszard Ablewski Patryk Brzeziński                          | Polska    | 6:07,68 | FB    |
| 4       | Pedro Rodríguez Aragón Jesús Álvarez González Marcelino García Cortés Noe Guzman Del Castillo | Hiszpania | 6:15,88 | FB    |
| 5       | Pawło Prychod´ko Andrij Iwanczuk Iwan Tymko Anatolij Wasyliew                                 | Ukraina   | 6:19,18 | FB    |

#### Repasaże 2
| Miejsce | Zawodnik                                                                             | Kraj     | Czas    | Uwagi |
| ------- | ------------------------------------------------------------------------------------ | -------- | ------- | ----- |
| 1       | Jan Gruber Milan Doleček Milan Bruncvík Michal Horváth                               | Czechy   | 6:03,95 | FA    |
| 2       | Janis Tsilis Stergios Papachristos Nikolaos Gundulas Apostolos Gundulas              | Grecja   | 6:05,17 | FA    |
| 3       | Olaf van Andel Derk Noordhuis David Kuiper Mitchel Steenman                          | Holandia | 6:15,23 | FB    |
| 4       | Vlad-Dragos Aicoboae Toader-Andrei Gontaru Marius-Vasile Cozmiuc Cosmin-Razvan Bogus | Rumunia  | 6:18,16 | FB    |
| 5       | David Jurše Marko Grace Janez Jurše Jernej Jurše                                     | Słowenia | 6:43,90 | FB    |

### Finał B
| Miejsce | Zawodnik                                                                                      | Kraj      | Czas    | Uwagi |
| ------- | --------------------------------------------------------------------------------------------- | --------- | ------- | ----- |
| 1       | Pedro Rodríguez Aragón Jesús Álvarez González Marcelino García Cortés Noe Guzman Del Castillo | Hiszpania | 6:06,75 |       |
| 2       | Olaf van Andel Derk Noordhuis David Kuiper Mitchel Steenman                                   | Holandia  | 6:10,28 |       |
| 3       | Dariusz Radosz Sebastian Kosiorek Ryszard Ablewski Patryk Brzeziński                          | Polska    | 6:13,00 |       |
| 4       | Vlad-Dragos Aicoboae Toader-Andrei Gontaru Marius-Vasile Cozmiuc Cosmin-Razvan Bogus          | Rumunia   | 6:13,86 |       |
| 5       | David Jurše Marko Grace Janez Jurše Jernej Jurše                                              | Słowenia  | 6:16,54 |       |
| 6       | Pawło Prychod´ko Andrij Iwanczuk Iwan Tymko Anatolij Wasyliew                                 | Ukraina   | 6:20,82 |       |

### Finał A
| Miejsce | Zawodnik                                                                | Kraj    | Czas    | Uwagi |
| ------- | ----------------------------------------------------------------------- | ------- | ------- | ----- |
|         | René Bertram Jochen Urban Urs Käufer Florian Eichner                    | Niemcy  | 5:52,54 |       |
|         | Janis Tsilis Stergios Papachristos Nikolaos Gundulas Apostolos Gundulas | Grecja  | 5:54,08 |       |
|         | Jan Gruber Milan Doleček Milan Bruncvík Michal Horváth                  | Czechy  | 5:54,09 |       |
| 4       | Mario Paonessa Francesco Fossi Vincenzo Capelli Andrea Palmisano        | Włochy  | 5:56,81 |       |
| 5       | Jean-Baptiste Macquet Germain Chardin Julien Desprès Dorian Mortelette  | Francja | 5:57,30 |       |
| 6       | Miloš Vasić Goran Jagar Miljan Vuković Radoje Đerić                     | Serbia  | 5:58,97 |       |